# Distichopora rosalindae
Distichopora rosalindae is een hydroïdpoliep uit de familie Stylasteridae. De poliep komt uit het geslacht Distichopora. Distichopora rosalindae werd in 1986 voor het eerst wetenschappelijk beschreven door Cairns. 